# أذن السفلى (العدين)

تعديل مصدري - تعديل

أذن السفلى محلة تابعة لقرية اهاين، التابعة لعزلة بني هات بمديرية العدين إحدى مديريات محافظة إب في الجمهورية اليمنية، بلغ تعداد سكانها 258 حسب تعداد اليمن لعام 2004.